# Vendrest
Vendrest – miejscowość i gmina we Francji, w regionie Île-de-France, w departamencie Sekwana i Marna.
Według danych na rok 1990 gminę zamieszkiwało 470 osób, a gęstość zaludnienia wynosiła 27 osób/km² (wśród 1287 gmin regionu Île-de-France Vendrest plasuje się na 826. miejscu pod względem liczby ludności, natomiast pod względem powierzchni na miejscu 114.).